# Sister-in-law!
《Sister-in-law!》（日语：しすたー・いん・らう!）是創作的日本漫畫。開始發表於2015年8月27日創刊的《COMIC CUNE》雜誌，於2017年8月26日發售的《COMIC CUNE》2017年10月號結束連載。單行本共2冊。已推出廣播劇CD。作品故事主要描述名為獨自在外求學居住的少女內海愛姫與名為詩雫白乃的少女的日常。

## 登場人物
內海愛姫（配音：洲崎綾）
獨自在外求學居住的女高中生。
詩雫白乃（配音：本渡楓）
內海愛姫的義妹。
逢隈小奈（配音：沼倉愛美）
萌花的姊姊。
逢隈萌花（配音：松田颯水）
小奈的妹妹。

## 單行本
| 冊數 | KADOKAWA      | KADOKAWA               |
| 冊數 | 發售日期      | ISBN                   |
| ---- | ------------- | ---------------------- |
| 1    | 2016年6月27日 | ISBN 978-4-0406-8406-2 |
| 2    | 2017年8月27日 | ISBN 978-4-0406-9301-9 |

## 外部連結
- sister-in-law!（页面存档备份，存于）於COMIC CUNE網站的內容（日語）